# Tune Up
Tune Up est un groupe de dance composé de DJ Manian (Manuel Reuter) et de Yanou (Yann Pfeiffer).
DJ Manian est aussi présent dans d'autres groupes tels que Akira, Base 1, Bulldozzer, Cascada, Kareema, MYC, Phalanx, PlazmaTek, Siria, Spring Break, United Beats...

## Principaux titres
- Tune Up! - Another Day
- Tune Up! - Bass Test
- Tune Up! - Bounce
- Tune Up! - Feel Fine
- Tune Up! - Forever Young
- Tune Up! - Have You Ever Been Mellow
- Tune Up! - Pera Pera
- Tune Up! - Ravers Fantasy
- Tune Up! - Start The Game Again
- Tune Up! feat. Andy Lopez - Dance Dance

## Remixes
- Andy Lopez - Noche del Amor (Tune Up Remix)
- Base Attak - Techno Rocker (Tune Up Remix Edit)
- Bass T - POWER (Tune Up Remix Edit)
- Bulldozzer - Funky Groove (Tune Up Mix Edit)
- Bulldozzer - Face The Base (Tune Up Remix)
- Bulldozzer - Funky Groove (Tune Up Remix)
- Klubbingman Feat Trixi Delgado - Revolution (Tune Up vs Cascada Radio Edit)
- Klubbingman Feat Trixi Delgado - Revolution (Tune Up vs Cascada Remix)
- Klubbingman - Love Message(Tune Up vs DJ Manian Remix)
- MYC - Drop My Style (Tune Up Remix)
- MYC - Rock (Cascada vs Tune Up Remix)
- Scale - Fight (Tune Up Radio Edit)
- Scarf - Hithouse 1 (Tune Up Radio Edit)
- Rob Mayth - Can i get a witness (Cascada vs Tune Up Remix)
- Rocco (en) - Generation of love (Tune Up Remix)
- Rocco (en) - I don't know (Tune Up Remix)
- Groove Coverage - Poison (Tune Up Remix)
- Pulsedriver - Beat Bangs (Tune Up Remix)
- Pulsedriver - Slammin’ (Tune Up Remix)
- Lacuna - Celebrate the summer (Tune Up Remix)
- Akira - Milion miles from home (Tune Up vs Dj Manian Remix)
- Spring Fever - Gimme more (Tune Up vs Dj Manian Remix)
- United Beats - Listen, Feel,Enjoy (Tune Up Remix)
- Deepforces - Harder (Tune Up Remix)
- Dan Winter - Carry Your Heart (Tune Up Remix)